# Спенсер, Фредди
Фредерик «Фредди» Бурдетт Спенсер, также известный по прозвищу Быстрый Фредди (англ. Frederick Burdette Spencer; род. 20 декабря 1961, Шривпорт, Луизиана, США) — бывший американский мотогонщик, трехкратный чемпион мира по шоссейно-кольцевым мотогонкам: дважды в классе 500 сс (1983 и 1985) и один раз в классе 250 сс (1985). Один из пяти мотогонщиков (и пока последний), которые выигрывали чемпионат мира в классе 500 сс и одном из младших классов; единственный спортсмен, который выиграл чемпионаты в классах 500 сс и 250 сс одновременно в одном сезоне. В 2001 году Фредди Спенсер введен Международной мотоциклетной федерацией в «Зал славы MotoGP».

## Биография
После победы в 1978 году в национальном чемпионате США из дорожных гонок в классе 250сс, Фредди Спенсер подписал контракт с командой «American Honda» для участия в национальной серии Superbike. Он получил международную известность в 1980 году, когда выиграл обе гонки трансатлантического турнира, в котором соревновались гонщики из США и Великобритании, победив чемпионов мира Кенни Робертса и Барри Шина.
В 1982 году Фредди провел свой первый полноценный сезон в чемпионате мира по шоссейно-кольцевым мотогонкам MotoGP, выступая за команду «Honda-HRC» на мотоцикле новой модели NS500. В первой же гонке сезона Спенсер поднялся на подиум, заняв третье место. На седьмой гонке сезона, которая проходила в Бельгии, Фредди одержал дебютную победу на Гран-При.
В 1983 году Фредди Спенсер выиграл свой первый чемпионат мира в классе 500cc в возрасте 21 года, став самым молодым гонщиком, который выиграл титул, превзойдя достижение Майка Хейлвуда. Сезон 1983 года останется в истории за одно из самых драматичных противостояний в истории MotoGP: Спенсер на Honda и Кенни Робертс на Yamaha боролись за титул в течение года, одержав по 6 побед на этапах. Судьба чемпионства определялась на последнем этапе в Сан-Марино, перед которым у Фредди было преимущество в 5 очков. В течение гонки лидировал Робертс, но он сознательно замедлил свой темп, чтобы его партнер по команде Эдди Лоусон смог занять второе место, между ним и Спенсером. Однако этого не произошло и Фредди Спенсер занял второе место, чего оказалось достаточно для завоевания чемпионского титула.
В 1984 году Honda представила принципиально новую модель NSR500, в которой топливный бак находился под двигателем, а расширительные камеры под видом баку — над двигателем. Несколько травм помешали Фредди Спенсеру защитить титул чемпиона, он занял лишь четвертое место в чемпионате. Несмотря на это, он все же сумел выиграть три гонки на NSR500, и две на NS500.
В 1985 году оказался историческим годом для Спенсера. Он начал сезон, выиграв престижную гонку Daytona 200, в том числе и в классах 250cc и Superbike, что делает его единственным гонщиком, чтобы победил во всех трех классах в течение одного года. В чемпионате MotoGP Спенсер принимал участие в соревнованиях в классах 250cc и 500cc, выиграв оба титула в том же году. Он стал единственным гонщиком, торжествовал в этих двух классах в течение одного сезона. Его карьера была прервана травмой запястья, что, возможно, было вызвано физической нагрузкой выступлений в двух чемпионатах в течение одного сезона. После своего исторического сезона 1985 года, Фредди Спенсер больше не выиграл ни одной гонки Гран-При. Он ушел из гонок MotoGP в начале 1988 года, хотя позже было несколько неудачных попыток возврата, в 1989 и 1993 годах. Он вернулся в гонки американского чемпионата Superbike в 1990 году, выиграв три гонки.
Спенсер выступал на мотоциклах нескольких марок во время своей гоночной карьере, выиграв свой первый национальный чемпионат Superbike на Kawasaki, но наибольшие его успехи связаны с Honda и его партнерством с инженером Эрвом Канемото. Он выиграл все три свои мировые титулы на Honda с Канемото как главный механик. Спенсер также некоторое время работал с командой «Yamaha Agostini» и закончил свою карьеру на Ducati в национальном чемпионате США.